# غدب كاليفورني
غدب كاليفورني (باللاتينية: Scrophularia californica) هو نوع نباتي يتبع جنس الغدب من الفصيلة الغدبية.